# L'École de la chair
L'École de la chair is een Frans-Belgisch-Luxemburgse film van Benoît Jacquot die werd uitgebracht in 1998.
Het scenario is gebaseerd op de roman Nikutai no gakkō (The School of Flesh) (1963) van Yukio Mishima.

## Samenvatting
Dominique is een welgestelde en zelfstandige veertiger die in Parijs woont. Ze is een leidinggevende modeontwerpster.
Op een avond maakt ze in een nachtclub kennis met Quentin, een biseksuele barman die heel wat jonger is dan zij.
Noch het grote verschil in leeftijd noch het klassenverschil (opleiding, inkomen, politieke overtuiging ...) vormt een  beletsel voor de seksuele passie die hen binnen de kortste keren bindt. Een onwaarschijnlijke en vreemde relatie ontspint zich tussen een twintigjarige die zijn lichaam aan zijn klanten verkoopt en een vrijgevochten vrouw die zich door hem lichamelijk helemaal bevredigd voelt, maar niet emotioneel.
De wat labiele en soms agressieve Quentin is echter onverzadigbaar en blijft zowel mannen als jonge vrouwen opzoeken. Dat alles doet Dominique nadenken over haar bezetenheid en hartstocht voor de jongen. 

## Rolverdeling
| Acteur              | Personage                 |
| ------------------- | ------------------------- |
| Isabelle Huppert    | Dominique                 |
| Vincent Martinez    | Quentin                   |
| Vincent Lindon      | Chris                     |
| Jean-Louis Richard  | meneer Thorpe             |
| Marthe Keller       | mevrouw Thorpe            |
| François Berléand   | Soukaz                    |
| Danièle Dubroux     | de vriendin van Dominique |
| Bernard Le Coq      | David Cordier             |
| Roxane Mesquida     | Marine Thorpe             |
| Jean-Claude Dauphin | Louis-Guy                 |